# ジェローム・ランフト
ジェローム・ランフト（Jerome Ranft, 1966年11月23日 - ）は、アメリカ生まれの、ピクサー・アニメーション・スタジオ所属のアニメーション彫刻家、声優。兄はアニメーション脚本家、声優のジョー・ランフトがいる。

## 来歴
カリフォルニア州立大学フラトン校に入学し 、1991年に卒業。卒業後の最初の仕事はティム・バートン製作の『ナイトメアー・ビフォア・クリスマス』（1993年）のアシスタントモデルの製作者だった。1997年にはピクサーに入社し、『ゲーリーじいさんのチェス』（1997年）ではキャラクター彫刻家として参加した。
その後、ピクサーでは『バグズ・ライフ』（1998年）、『トイ・ストーリー2』（1999年）、『モンスターズ・インク』（2001年）、 『ファインディング・ニモ』（2003年）、『カーズ』 （2006年）、『レミーのおいしいレストラン』（2007年）、『トイ・ストーリー3』（2010年）、『メリダとおそろしの森』（2012年）などの作品に携わった。インタビューで、「自分が作った彫刻作品の一つだけではなく全てに惚れ込み、サリーのキャラクターのために30体以上の異なる彫刻を作った」と述べている。
また、ヘンリー・セリック監督作品『コララインとボタンの魔女』（2009年）や『カールじいさんの空飛ぶ家』（2009年）、『ダグの特別な一日』（2009年）、『トイ・ストーリー3』（2010年）、『カーズ2』（2011年）、『カーズトゥーン ラジエーター・スプリングスの仲間たち』（2013年）、『ファインディング・ドリー』（2016年） 、『カーズ/クロスロード』（2017年）では声優を務めた。ピクサーに入社する前はディズニーの『ジャイアント・ピーチ』（1996年）のキャラクター彫刻家として働いていた。

## 私生活
1993年、『ナイトメアー・ビフォア・クリスマス』の公開直前に結婚している。

## 作品リスト
- 1993年 - 『ナイトメアー・ビフォア・クリスマス』 The Nightmare Before Christmas （アシスタントモデル製作者）
- 1996年 - 『ジャイアント・ピーチ』 James and The Giant Peach （キャラクター彫刻）
- 1997年 - 『ゲーリーじいさんのチェス』 Geri’s Game （キャラクター彫刻）
- 1998年 - 『バグズ・ライフ』 A Bug's Life （キャラクター彫刻）
- 1999年 - 『トイ・ストーリー2』 Toy Story 2 （キャラクター彫刻）
- 2001年 - 『モンスターズ・インク』 Monsters, Inc. （キャラクター彫刻）
- 2003年 - 『ファインディング・ニモ』 Finding Nemo （キャラクター彫刻）
- 2006年 - 『カーズ』 Cars （キャラクター彫刻）
- 2007年 - 『レミーのおいしいレストラン』 Ratatouille （キャラクター彫刻）
- 2008年 - 『ウォーリー』 WALL-E （キャラクター彫刻）
- 2009年 - 『晴れ ときどき くもり』 Partly Cloudy （キャラクター彫刻）
- 2010年 - 『トイ・ストーリー3』 Toy Story 3 （原型制作）
- 2011年 - 『カーズ2』 Cars 2 （キャラクター彫刻）
- 2012年 - 『メリダとおそろしの森』 Brave （キャラクター彫刻）
- 2015年 - 『インサイド・ヘッド』 Inside Out （キャラクター彫刻）
- 2016年 - 『ファインディング・ドリー』 Finding Dory （キャラクター彫刻）
- 2017年 - 『カーズ/クロスロード』 Cars 3 （原型制作）
- 2017年 - 『リメンバー・ミー』 Coco （キャラクターデザイン / 原型制作）
- 2019年 - 『トイ・ストーリー4』 Toy Story 4 （キャラクター彫刻）
- 2020年 - 『ソウルフル・ワールド』 Soul （キャラクター彫刻）

## 声優参加作品
- 『コララインとボタンの魔女』 その他の声の出演役
- 『カールじいさんの空飛ぶ家』 ガンマ役
- 『ダグの特別な一日』 ガンマ役
- 『トイ・ストーリー3』 その他の声の出演役
- 『カーズ2』 ジェローム・ランペード役
- 『カーズトゥーン ラジエーター・スプリングスの仲間たち』 レッド役[注 1]
- 『ファインディング・ドリー』 ジャック役[注 1]
- 『カーズ/クロスロード』 レッド役[注 1]